# Grimmia ramondii
Grimmia ramondii là một loài Rêu trong họ Grimmiaceae. Loài này được (Lam. & DC.) Margad. mô tả khoa học đầu tiên năm 1972.

## Hình ảnh

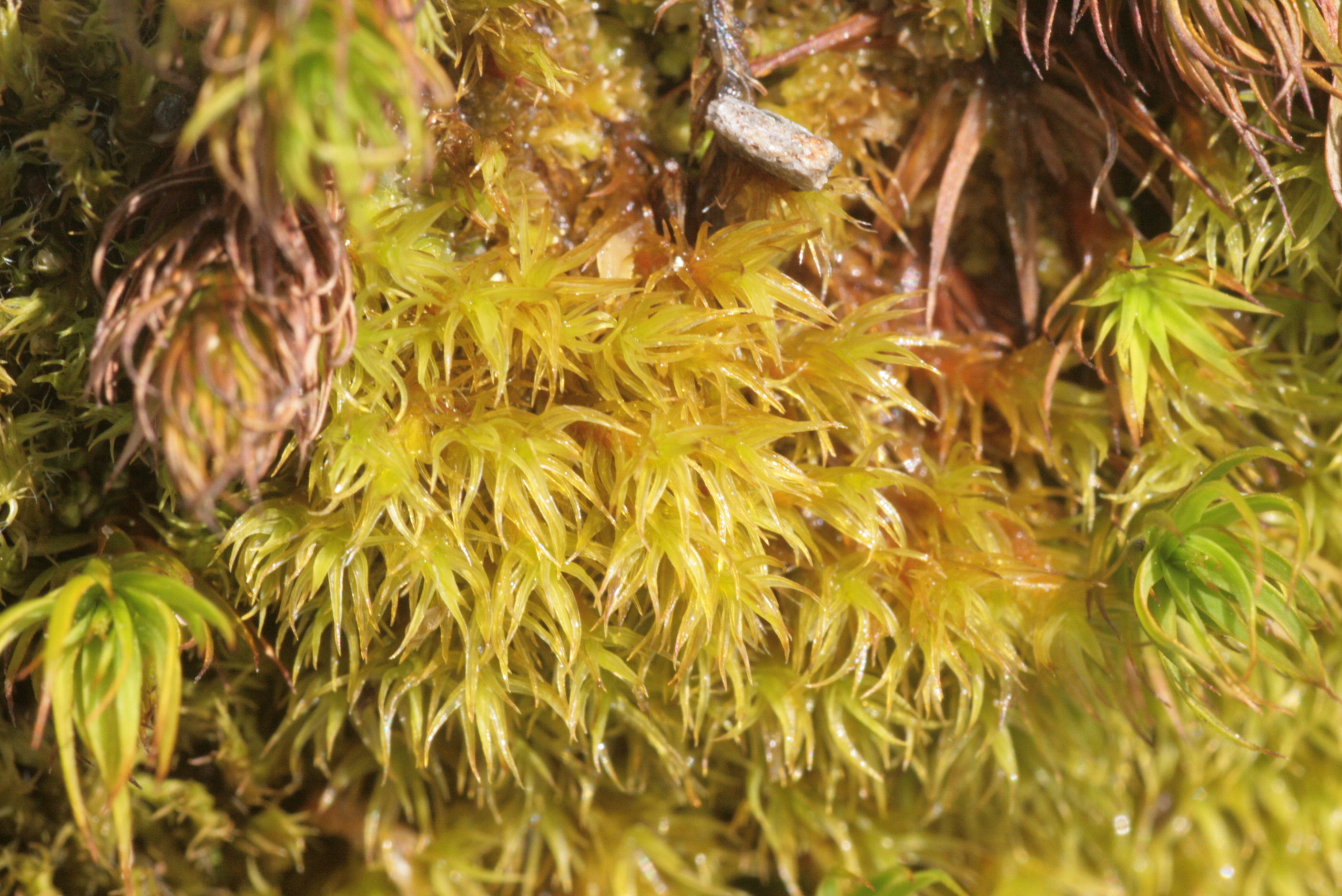
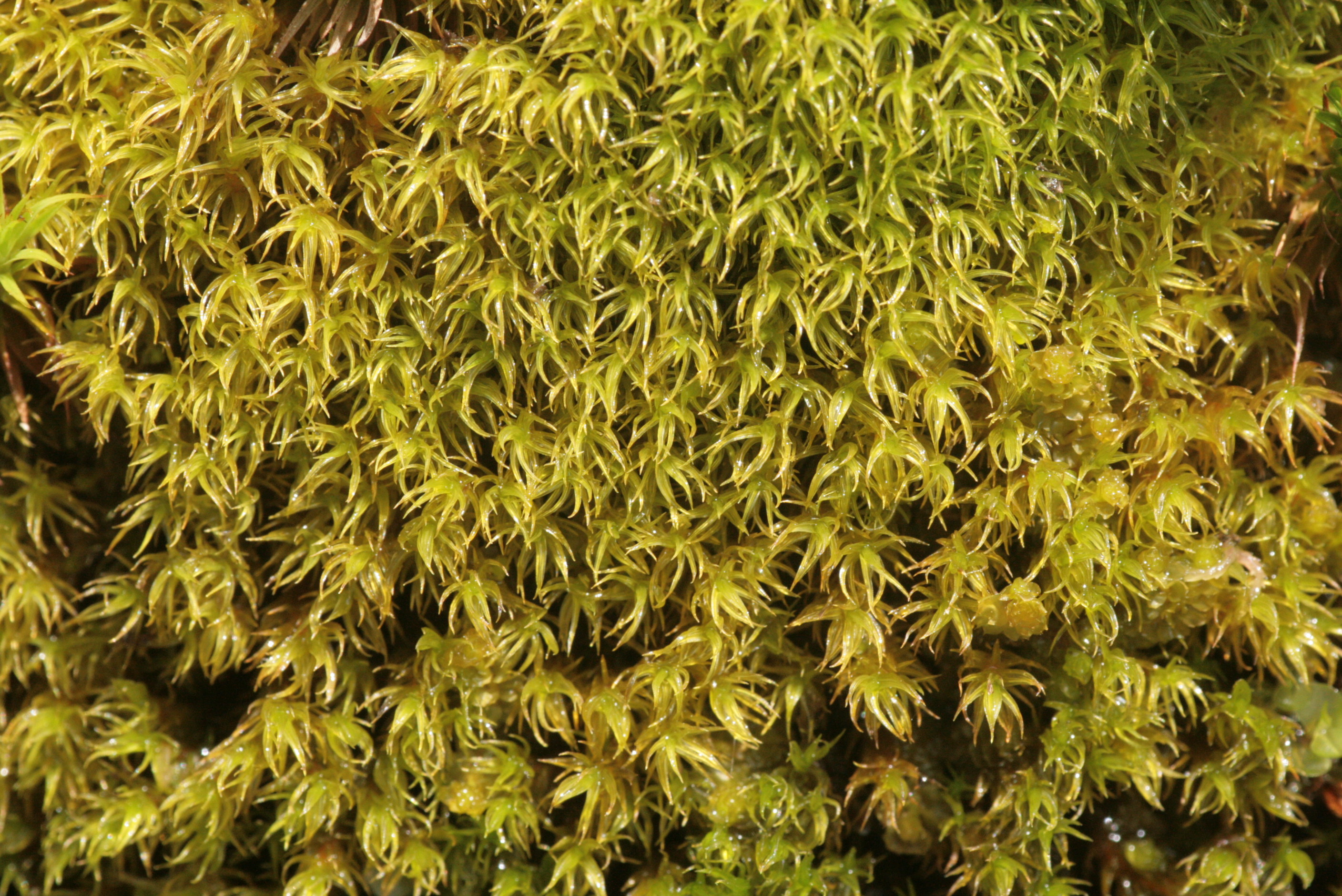
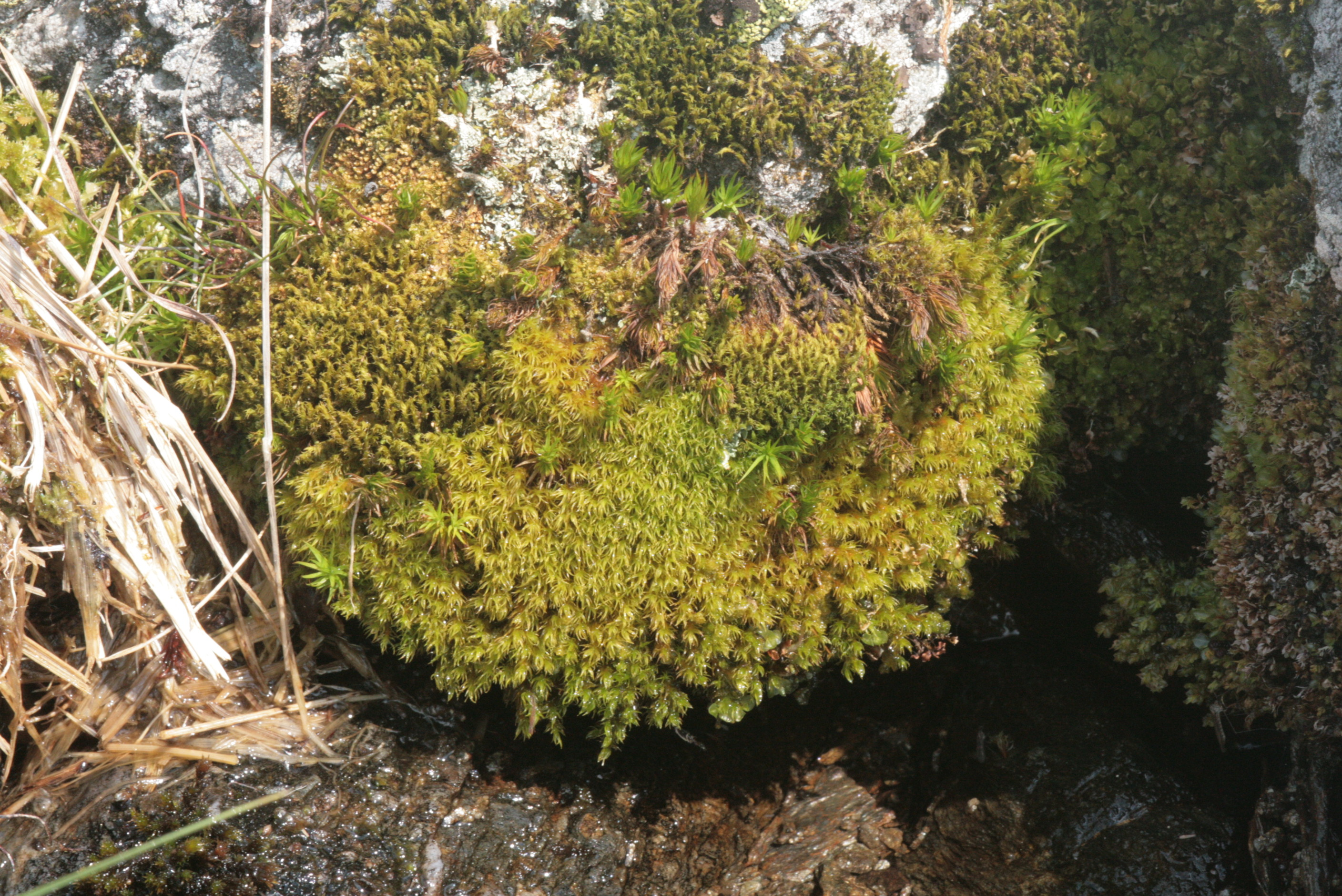
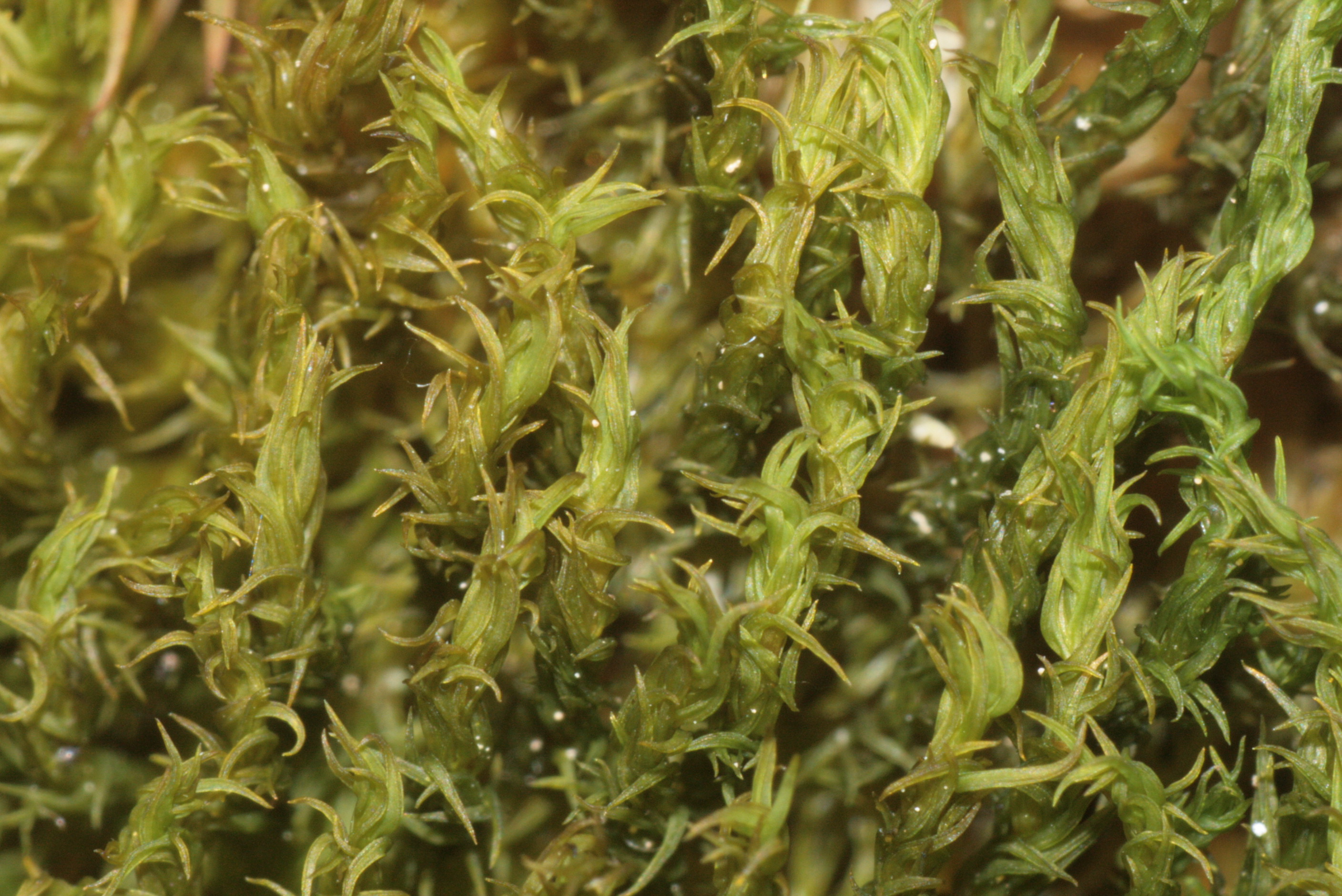